# Jessica Sanchez
Jessica Elizabeth Sanchez, född 4 augusti 1995 i Chula Vista, Kalifornien, är en amerikansk sångerska. Hon kom på andra plats i American Idol 2012 efter vinnaren Phillip Phillips.

## Diskografi (urval)
Studioalbum
- 2013 – Me, You and the Music

EPs
- 2012 – American Idol Season 11 Highlights
- 2015 – Christmas with Jessica

Singlar
- 2009 – "Don't Stop the Music"
- 2012 – "Change Nothing"
- 2013 – "Tonight" (med Ne-Yo)
- 2014 – "This Love"
- 2015 – "Santa Baby"
- 2016 – "Call Me"
- 2016 – "Stronger Together"
- 2018 – "Caught Up" (med Ricky Breaker)

Samlingsalbum
- 2012 – Jessica Sanchez: Journey to the Finale